# فرانشيسكا رومانو
فرانشيسكا رومانو (بالإيطالية: Francesca Romano)‏ هي لاعب كرة مضرب إيطالية، ولدت في 7 فبراير 1971.

## وصلات خارجية
- فرانشيسكا رومانو على موقع رابطة محترفات التنس (الإنجليزية)
- فرانشيسكا رومانو على موقع الاتحاد الدولي لكرة المضرب (الإنجليزية)
- فرانشيسكا رومانو على موقع خلاصة التنس.كوم (الإنجليزية)